# 松島駅 (仁川広域市)
松島駅（ソンドえき）は大韓民国仁川広域市延寿区玉蓮洞にある、韓国鉄道公社（KORAIL）水仁・盆唐線の駅。駅番号は「K267」。

## 歴史

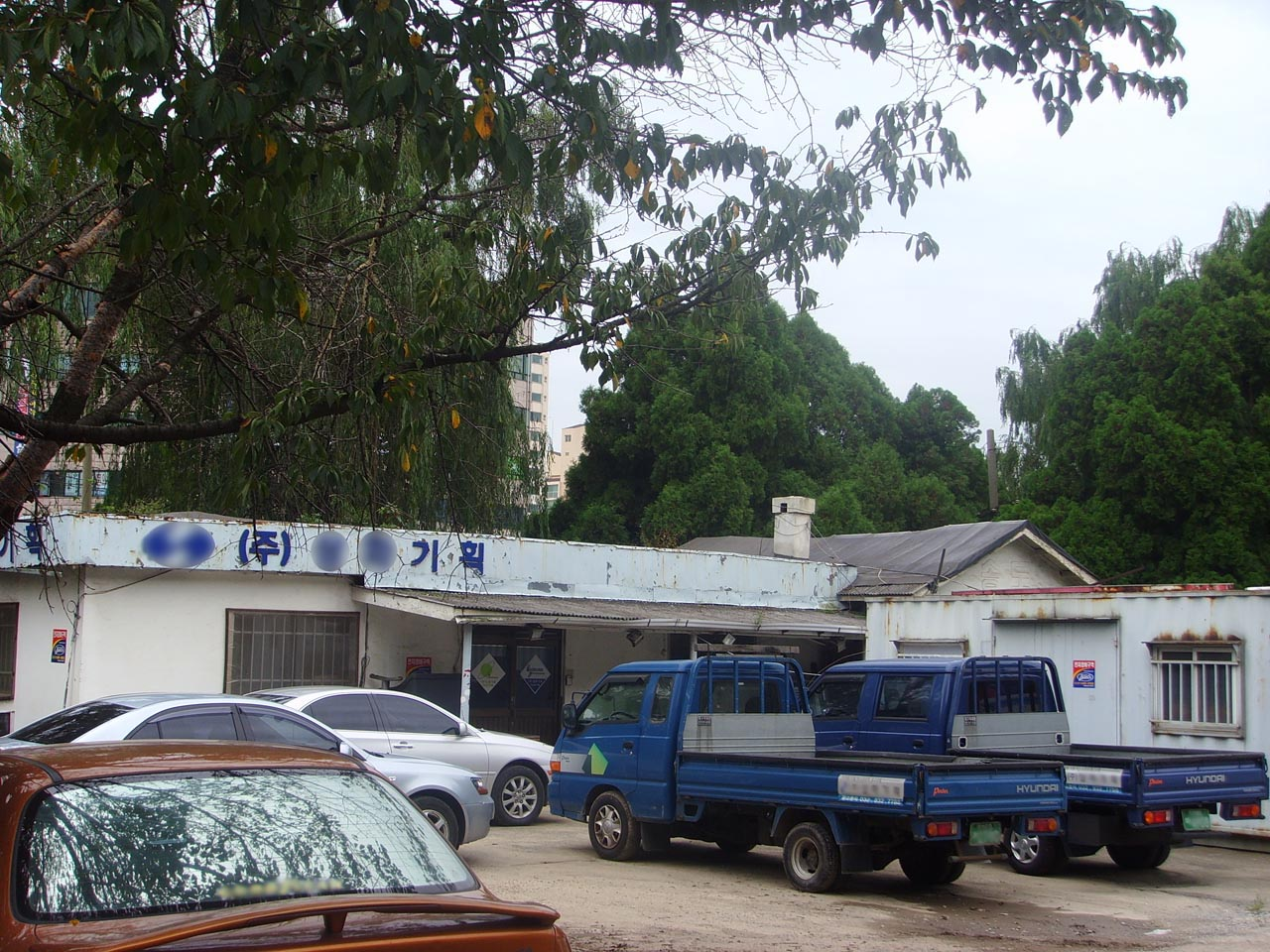
旧水仁線の松島駅舎

- 1937年8月5日 - 水仁線の駅として開業[1]。
- 1973年7月14日 - 南仁川 - 松島間の廃止により水仁線の終着駅となる[2]。
- 1992年7月20日 - 延寿宅地開発により営業中止[3]。
- 1994年9月1日 - 漢大前-松島間廃線に伴い廃止[4]。
- 2012年6月30日 - 水仁線が当駅 - 烏耳島間の再開業により営業再開[5]。
- 2016年2月27日 - 水仁線が当駅から仁川駅まで延伸[6][7]。
- 2020年9月12日 - 盆唐線との直通運転に伴い当駅は水仁・盆唐線の駅となる。また、駅番号がK259からK267に変更。

## 駅構造
島式ホーム2面4線の地上駅。

### のりば
| ↑仁荷大     |
| 12 \| 34 \| |
| 延寿 ↓      |

| 1・2 | 水仁・盆唐線 | 仁荷大・新浦・仁川方面         |
| 3・4 | 水仁・盆唐線 | 延寿・烏耳島・水原・往十里方面 |

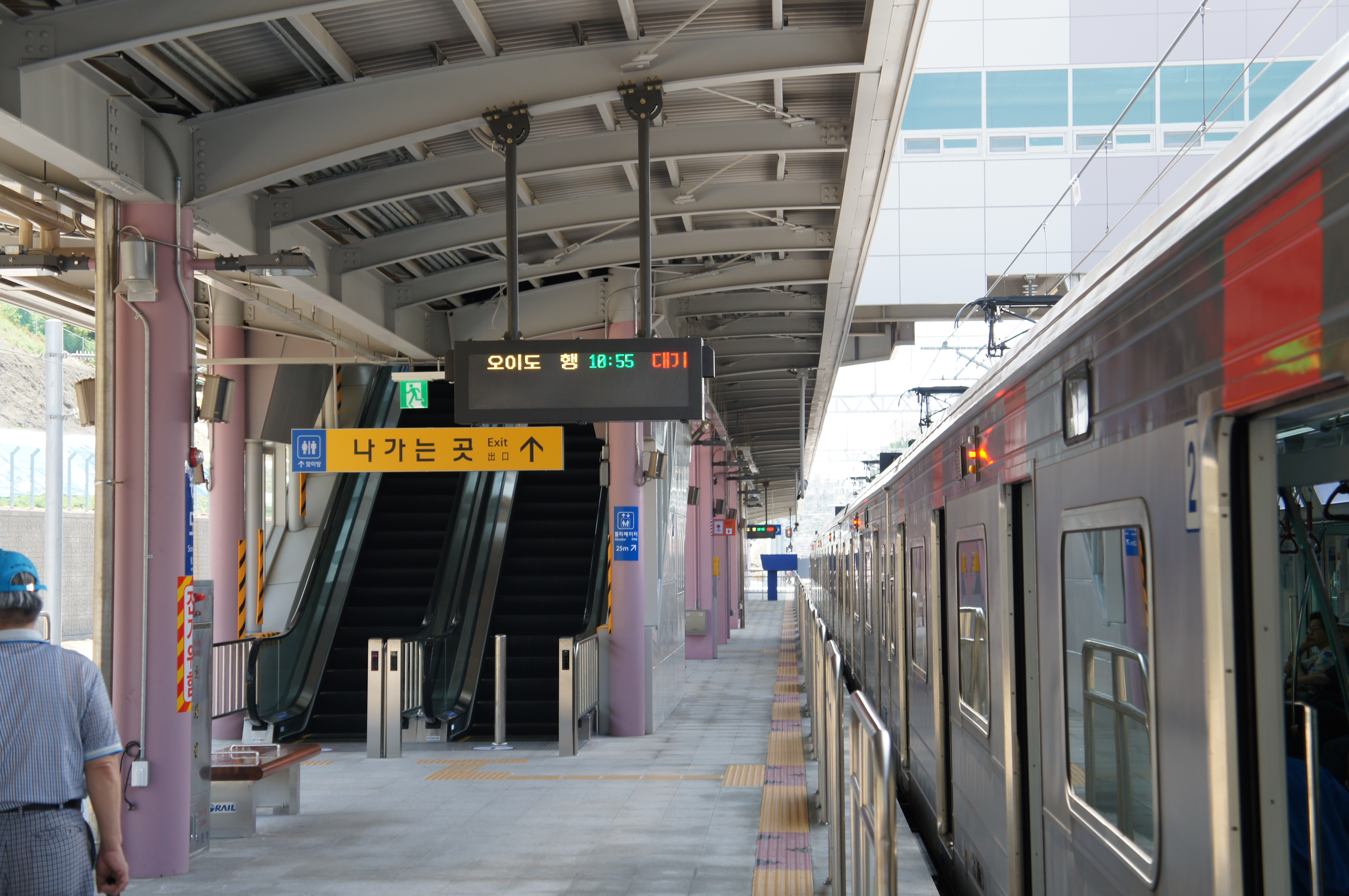
ホーム
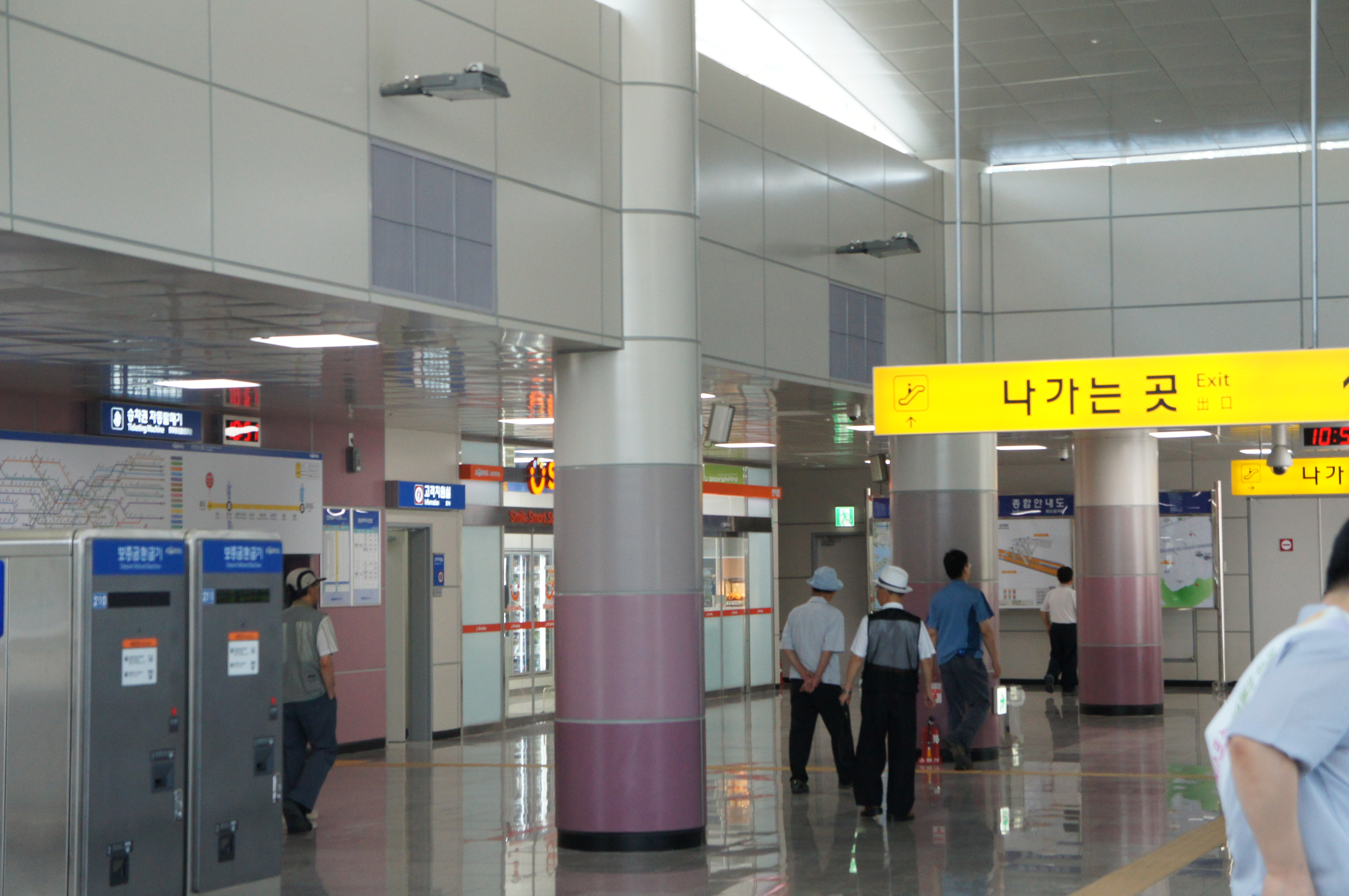
駅舎内
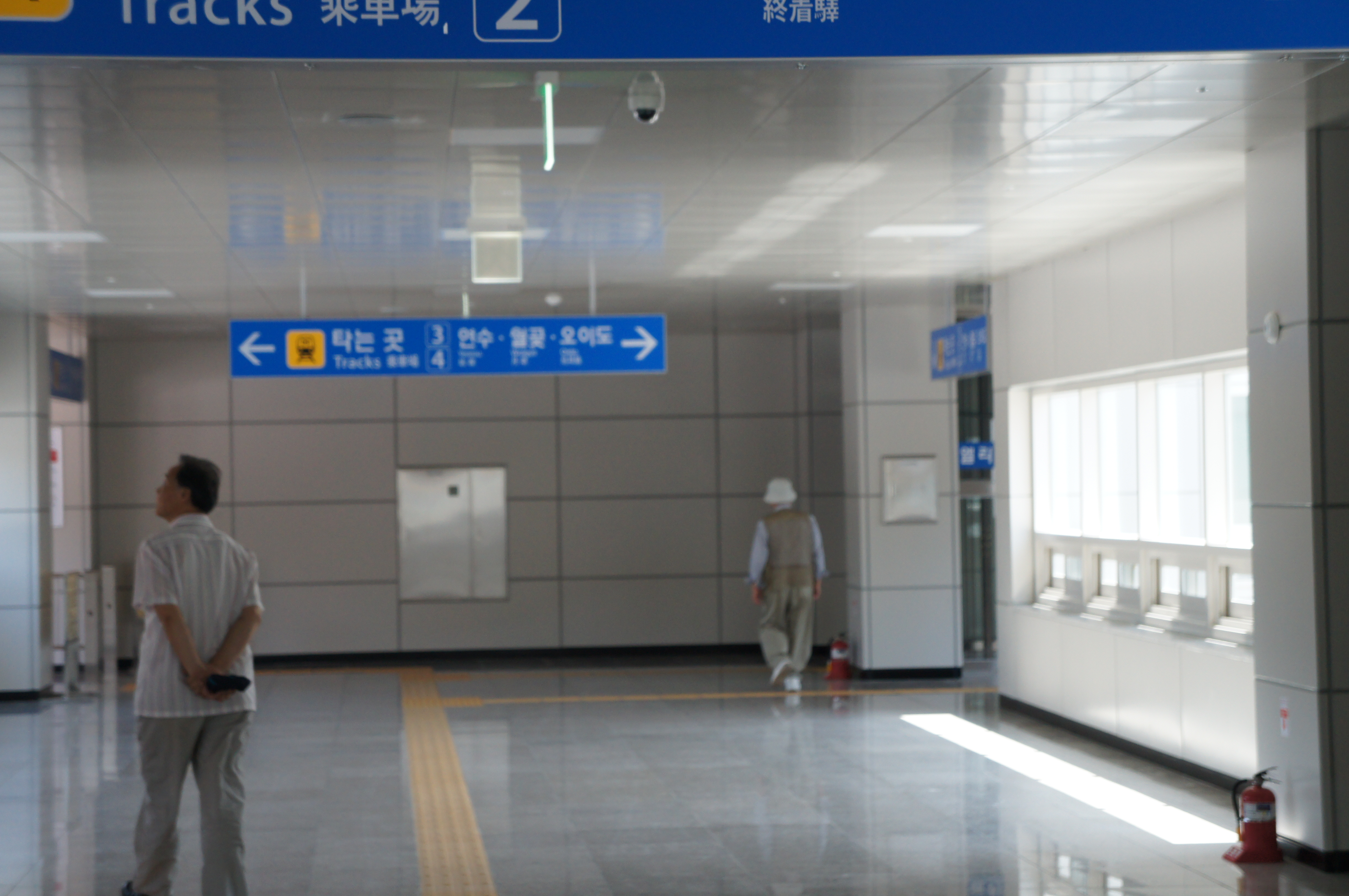
駅舎内

## 利用状況
近年の一日平均利用人員推移は下記のとおり。
なお、2012年は開業日の6月30日から12月31日までの185日間の平均である。
| 路線         | 路線     | 2010年 | 2011年 | 2012年 | 2013年 | 2014年 | 2015年 | 2016年 | 2017年 | 2018年 | 2019年 | 備考  |
| ------------ | -------- | ------ | ------ | ------ | ------ | ------ | ------ | ------ | ------ | ------ | ------ | ----- |
| 水仁・盆唐線 | 乗車人員 | 未開業 | 未開業 | 2,172  | 2,896  | 3,390  | 3,574  | 3,127  | 3,077  | 2,896  | 2,909  | [ 8 ] |
| 水仁・盆唐線 | 降車人員 | 未開業 | 未開業 | 2,302  | 2,960  | 3,440  | 3,619  | 3,047  | 2,980  | 2,759  | 2,729  | [ 8 ] |
| 路線         | 路線     | 2020年 | 2021年 | 2022年 | 2023年 |        |        |        |        |        |        |       |
| 水仁・盆唐線 | 乗車人員 | 2,025  | 2,156  | 2,267  | 2,448  |        |        |        |        |        |        |       |
| 水仁・盆唐線 | 降車人員 | 1,888  | 2,019  | 2,141  | 2,236  |        |        |        |        |        |        |       |

## 駅周辺
- 仁川広域市立博物館（朝鮮語版）
- 仁川上陸作戦記念館（朝鮮語版）
- 松都高等学校（朝鮮語版）
- 玉蓮女子高等学校（朝鮮語版）
- 仁川海洋科学高等学校（朝鮮語版）
- 松島初等学校（朝鮮語版）
- 仁川杻峴初等学校（朝鮮語版）
- 仁川玉蓮初等学校（朝鮮語版）
- 仁川凌虚台初等学校（朝鮮語版）
- 仁川海洋警備安全署（朝鮮語版）
- 松島遊園地（朝鮮語版） （廃止）

## 隣の駅
韓国鉄道公社
 水仁・盆唐線
急行
通過
緩行
延寿駅 (K266) - 松島駅 (K267) - 仁荷大駅 (K269)